# NEEDLE
『NEEDLE』（ニードル）は、ナイトdeライトの通算7枚目のシングル。2020年1月25日発売。

## 概要
6th Single。前作『青空の約束』から約1年振りの発売となった。2020年の企画「12カ月連続CDリリース」の第1弾。
「12カ月連続CDリリース」でリリースされた各CDタイトルの頭文字を繋げると「Night de Light」となる仕掛けが施されている。

## 収録曲

### リスト
| #         | タイトル               | 作詞     | 作曲・編曲 | 時間 |
| --------- | ---------------------- | -------- | ---------- | ---- |
| 1.        | 「#40」                | 長沢紘宣 | 長沢紘宣   | 3:08 |
| 2.        | 「アンパンのヒーロー」 | 田中満矢 | 田中満矢   | 4:52 |
| 3.        | 「青のリュウゼツラン」 | 田中満矢 | 田中満矢   | 3:19 |
| 合計時間: | 合計時間:              | 11:19    |            |      |

### 収録曲について
1. #40
作詞/作曲:長沢紘宣
読み方は「シャープよんじゅう」。
40番の紙やすりを表す。
2. アンパンのヒーロー
作詞/作曲:田中満矢
やなせたかしのアンパンマンをモデルに作られた曲。
2018年8月23日「ナイトdeライトの月1パァリィナイ×カラオケの鉄人」で行われた新曲発表会で初披露。当初は「アンパンマンの歌」というタイトルだった。
3. 青のリュウゼツラン
作詞/作曲:田中満矢
約50年に一度しか咲かない花「アオノリュウゼツラン」をテーマに作られた曲。

| スタブアイコン | サブスタブ | この項目は、まだ閲覧者の調べものの参照としては役立たない、シングルに関連した書きかけの項目です。この項目を加筆・訂正などしてくださる協力者を求めています（P:音楽/PJ:楽曲）。 |